# Tomasz Tomaszewski (Musiker)
Tomasz Tomaszewski (* in Czechowice, Polen) ist ein polnischer Violinist.

## Leben
Er studierte an der Warschauer Musikhochschule, dann am Leningrader Konservatorium und später in Freiburg, ebenso besuchte er Meisterkurse bei Fyodor Druzhnin, Oleh Krysa, Pierre Fournier, Anatole Liebermann, Hiller und Szerny. Tomaszewski wohnt seit 1980 in Deutschland.
Tomaszewski war von 1982 bis 2017 erster Konzertmeister des Orchesters der Deutschen Oper Berlin, hat seit 1983 einen Lehrauftrag an der Hochschule der Künste Berlin und wurde 2001 zum Professor ernannt. Er spielt weltweit sowohl als Solist als auch als Leiter des Kammerorchesters „Kammersolisten der Deutschen Oper Berlin“, das er mitbegründete.